# Estación de Rambla de Sant Just
Rambla de Sant Just es una estación de la línea T3 del Trambaix. Está situada sobre la Carretera Reial en San Justo Desvern. Esta estación se inauguró el 5 de enero de 2006. Hasta aquí el trazado es de vía única y a partir de aquí hasta el final es de nuevo en vía doble.
- Datos: Q8841577